# 西尾歩真
西尾 歩真（にしお あゆま、2000年6月20日 - ）は、三重県松阪市出身
のプロ野球選手（内野手・育成選手）。右投左打。福岡ソフトバンクホークス所属。

## 経歴

### プロ入り前
松阪市立天白小学校時代から「天白スポーツ少年団」でソフトボールを始め、その後硬式野球の「津ボーイズ」に入団し松阪市立三雲中学校時代も同チームでプレーする。
高校は岐阜県瑞浪市の中京学院大中京高校に進学。2年生の頃からベンチ入りし、3年生の夏の第100回全国高等学校野球選手権岐阜大会では、1番・遊撃手兼投として準々決勝に進出するも、大垣日大高校に3対2で敗れる。
大学は中京学院大学に進学。大学では3度打率4割越えを記録し、4年生春の岐阜リーグでは打率.444で首位打者となり、同リーグの最優秀選手賞とベストナインを獲得する。
2022年10月20日に行われたプロ野球ドラフト会議にて、福岡ソフトバンクホークスから育成ドラフト13巡目指名され、12月5日、BOSS E・ZO FUKUOKAで入団発表会見が行われた。
背番号は170。

### プロ入り後
2023年、春季キャンプで三軍から二軍へ昇格し一軍のオープン戦に出場を果たすも、3月下旬右肩を痛め、5月まで離脱を余儀なくされる。二軍公式戦には70試合に出場し、打率.228、14打点の成績を残す。10月7日に行われた読売ジャイアンツとのファーム日本選手権に出場し、好守でチームの優勝に貢献する。
2024年は二軍では23試合の出場にとどまり、打率.308、4打点という成績だった。三軍戦では、84試合に出場し、打率.325、1本塁打、27打点という成績だった。

## 選手としての特徴
身長167cmと小柄ながら、広角に打ち分けるバッティングセンスと選球眼の高さが持ち味。

## 詳細情報

### 背番号
- 170（2023年[6] - ）

### 登場曲
- 「Melody」 8LOOM（2023年 - ）
- 「恋風邪にのせて」 Vaundy（2023年 - ）